# 愛德華·史泰欽
愛德華·史泰欽（英語：Edward Steichen；1879年3月27日—1973年3月25日） 全名為Edward Jean Steichen，也常簡寫為Edward J. Steichen。他是一位知名的美國攝影師。同時也是畫家，和美術畫廊主人，還有博物館主任。

## 生平
1879年出生在盧森堡。1881年隨家族移民到美國，在1900年成為歸化的美國公民。青年時原本想要成為一位頂尖的畫家，16歲時受到了畫意攝影主義影響，開始對攝影產生興趣，在21歲轉站紐約要到歐洲習畫時，結識了當時的攝影大師史帝格力茲，並受到青睞賣給他三張攝影作品，歐洲回來後，史泰親轉行成為了一位優秀的現代攝影師。並在1905年與史帝格力茲成立了291藝廊。
第一次世界大戰後，他成為了美國遠征軍的一員，風格趨向於寫實攝影主義，後期則轉向了時裝攝影的領域。拍攝過相當多的影視巨星和政治人物，作品屢屢在當時的生活雜誌封面登出。
在第二次世界大戰時，他是美國海軍攝影學院的主任。戰爭結束後到1962年間，史泰欽都在紐約市的現代藝術博物館擔任攝影部的主任。1973年，史泰欽在康州的West Redding過世。

## 攝影展
1955年，史泰欽主持的大型攝影團體展《The Family of Man》獲得了不少好評，展覽共有來自不同攝影師所拍攝的500多張作品，以來自不同國家的人民為主題，描述了他們的生活、愛和死亡。史泰欽的姐夫奥托克罗姆替此展出版有攝影集（ISBN 0810961695）並依史泰欽的遺願捐給了盧森堡大公國，這500張作品目前永久的被盧森堡克莱沃保存。

## 池畔月色
2006年2月，早期帶有畫意攝影主意的史泰欽作品《池畔月色》（The Pond-Moonlight；1904年，非第一張沖洗版本。圖片 （页面存档备份，存于））以美金290萬元售出，是美國攝影史上，攝影作品拍賣的最高價之一。此作品在紐約州西徹斯特郡的馬馬羅內克拍攝，畫面中有一片幽靜的林子，月光在林子上灑下，並造成了池畔的些微反光。此作之所以能以史上高價售出，主要原因就在於其為畫意攝影主義的經典之作；另一難得之處是僅沖洗了三份，其中兩份已被博物館收藏。這幅作品在攝影史上也有技術的意義，主要是史泰欽採用了法國魯米爾兄弟所發明的天然彩色相片技術，而拍出帶有豐富層次感和意境的早期彩色相片之一。

## 外部連結
- Edward J. Steichen Online （页面存档备份，存于）

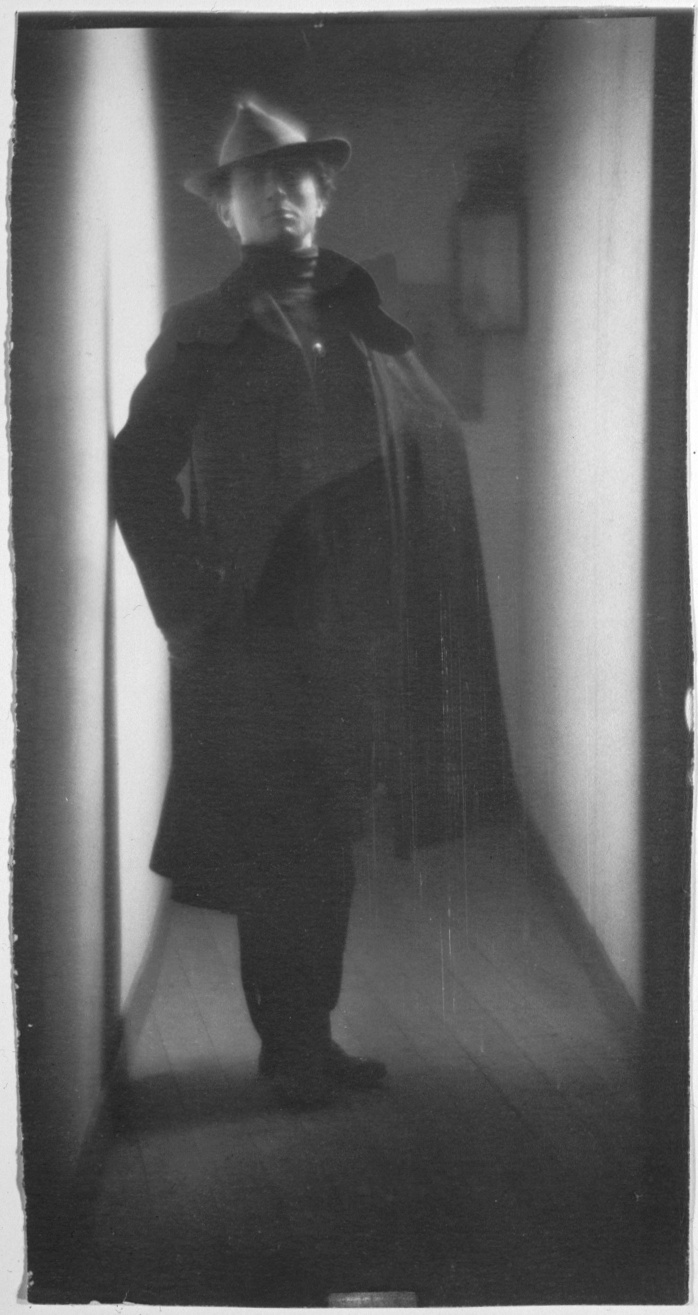
愛德華·史泰欽

- Edward Steichen Photographs
- CNN Article regarding the sale of "The Pond-Moonlight" （页面存档备份，存于）